# Nó prússico

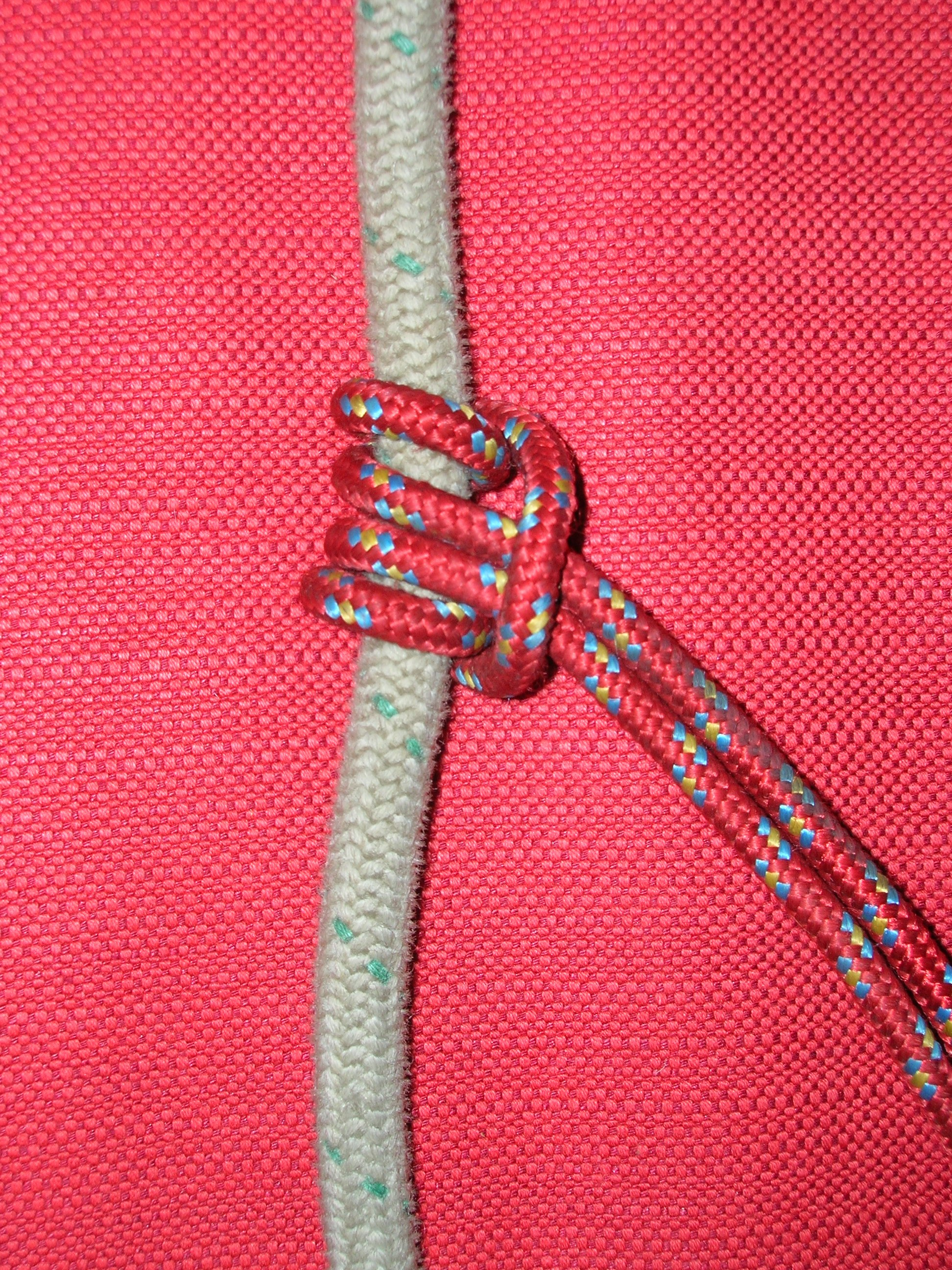
Nó Prússico ou Prussik

Nó prússico é um tipo de nó autobloqueante, de grande utilidade para sistemas de segurança, operações de resgate e na prática de montanhismo.

## Descrição
Faz-se com recurso a um cordelete e uma corda principal, de modo a que o cordelete (corda auxiliar, geralmente de quatro a oito milímetros), quando sujeito a tensão, provoque a constrição da corda principal, bloqueando automaticamente o movimento.

## Utilidade
Possui a particularidade de prender tão mais, quanto maior for a força aplicada na alça. Uma vez aliviada a força, é possível movê-lo facilmente ao longo da corda. 
Este tipo de nó é usado por montanhistas em subidas ou descidas verticais. Uma vez feito o nó é possível corrê-lo pela corda principal, bastando para firmá-lo que se aplique um peso sobre ele. Desta forma, é utilizado como mecanismo de autossegurança em escaladas em paredes, quando já se tem um cabo livre instalado.
Sujeita-se ao mesmo tipo de utilização que se faz do nó marchand, do nó autobloqueante ou do nó Bachmann.